# Youssouf Saleh Abbas
Youssouf Saleh Abbas (arabisch يوسف صالح عباس, DMG Yūsuf Ṣāliḥ ʿAbbās, * 1952 in Abéché) ist ein tschadischer Politiker. Er war vom 16. April 2008 bis 5. März 2010 Regierungschef seines Landes.

## Leben und Karriere
Youssouf Saleh Abbas wurde in Abéché in der Region Wadai im Osten Tschads geboren. Nach Erreichen seines Baccalauréats 1973 studierte er an der Patrice-Lumumba-Universität der Völkerfreundschaft in Moskau und in Frankreich, wo er einen Master in internationalem Recht erwarb. Nach seiner Rückkehr nach Tschad nahm er von 1979 bis 1981 verschiedene Posten im Ministerium für auswärtige Beziehungen ein. Danach war er vom 1. Juli bis zum 25. Dezember 1981 diplomatischer Berater von Goukouni Oueddei, dem Präsidenten der Übergangsregierung GUNT, und Kabinettschef vom 6. Dezember bis zum Sturz Oueddeis am 7. Juni 1982.
Später war Abbas Berater des Generaldirektors des Außenministeriums vom 20. November 1992 bis zum 15. Dezember 1996. Er war auch Vizepräsident der Souveränen Nationalen Konferenz, die von Januar bis April 1993 dauerte. Vom 16. Dezember 1996 bis zum 13. August 1997 war er Generaldirektor des Ministeriums für Planung und Koordination.
Als Gegner von Präsident Idriss Déby ging Abbas für mehrere Jahre ins Exil nach Frankreich, wo er als Externer Koordinator für die 1998 gegründete, im Tibesti aktive Rebellenbewegung MDJT tätig war. Am 31. Oktober 2001 trat er zusammen mit weiteren Mitgliedern der Externen Koordination wegen Differenzen mit dem MDJT-Chef Youssouf Togoïmi zurück. Nach einem Abkommen mit der Regierung kehrte er nach Tschad zurück und wurde 2006 Berater Débys für internationale Beziehungen sowie 2007 dessen Vertreter gegenüber der EUFOR und MINURCAT.
Abbas behielt diese Posten, bis Déby ihn am 15. April 2008 zum Premierminister ernannte. Die Ernennung des aus dem Osten Tschads stammenden Abbas zum Premierminister weicht ab von der bisherigen Praxis Débys (der selbst aus dem Norden stammt), Premierminister aus dem Süden des Landes zu ernennen. Sie sollte mutmaßlich dazu beitragen, die Rebellenaktivitäten im Ost-Tschad einzudämmen. In der Öffentlichkeit war Youssouf Saleh Abbas bis dahin weitgehend unbekannt, er genoss jedoch einen guten Ruf in politischen Kreisen.